# IC 1015
IC 1015 је спирална галаксија у сазвјежђу Волар која се налази на листи објеката дубоког неба у Индекс каталогу.
Деклинација објекта је + 15° 25' 13" а ректасцензија 14h 28m 19,1s. Привидна величина (магнитуда) објекта IC 1015 износи 14,4 а фотографска магнитуда 15,2. IC 1015 је још познат и под ознакама MCG 3-37-18, CGCG 104-31, 1ZW 90, VV 717, 8ZW 422, IRAS 14259+1538, PGC 51686.